# Witawa
Witawa – część miasta Dąbrowice w Polsce położona w województwie łódzkim, w powiecie kutnowskim, w gminie Dąbrowice
Do 1 stycznia 2023 wieś w Polsce położona w województwie łódzkim, w powiecie kutnowskim, w gminie Dąbrowice.
W latach 1975–1998 miejscowość administracyjnie należała do województwa płockiego.